# Bardhaman (stad)
Bardhaman of Burdwan (Bengali: বর্ধমান Bôrdhoman) is een stad in de staat West-Bengalen in het noordoosten van India. De stad was tot 2017 de hoofdstad van het toenmalige district Bardhaman, sindsdien alleen nog van Purba Bardhaman. In 2011 telde de stad 347.016 inwoners.

## Galerij

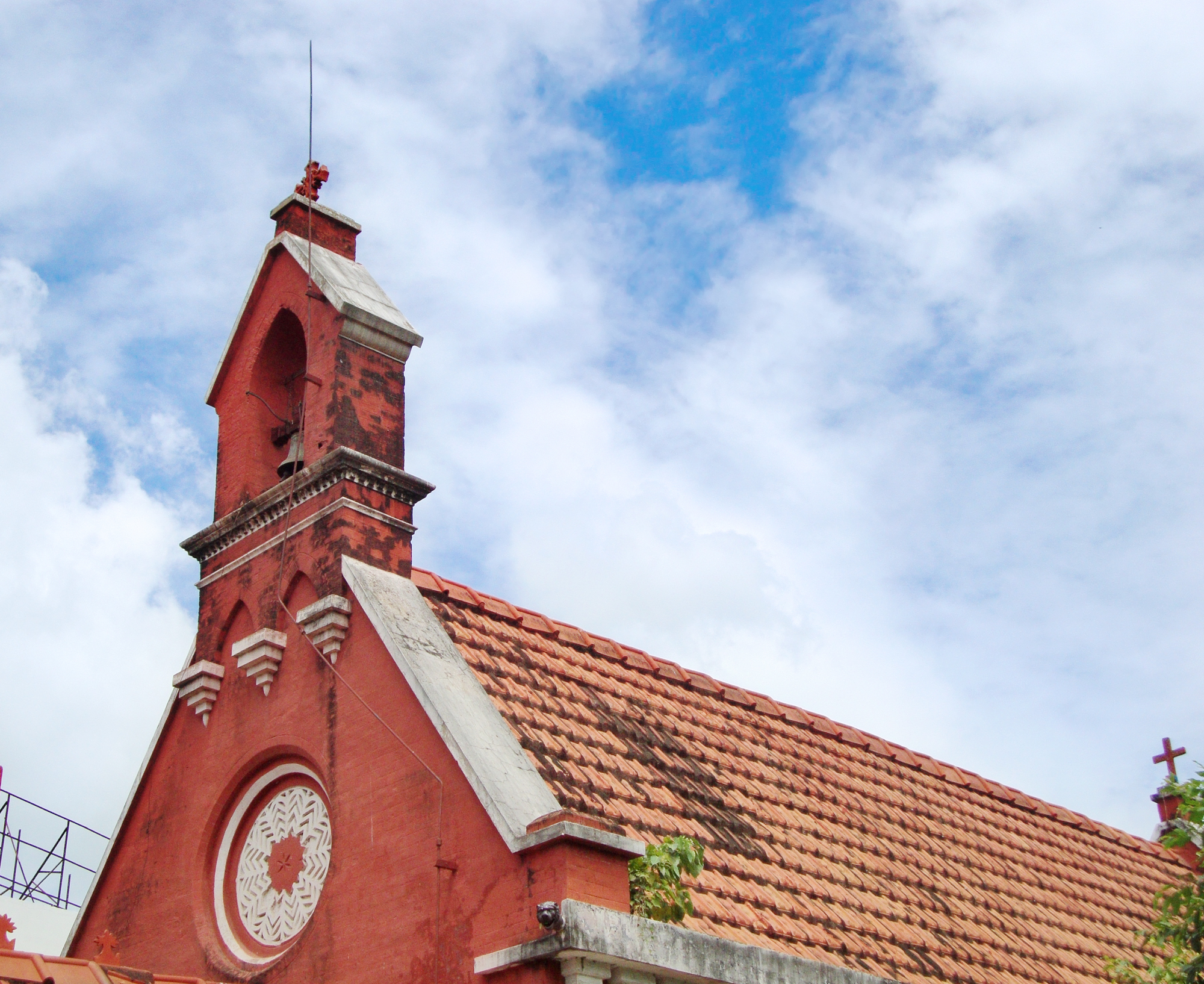
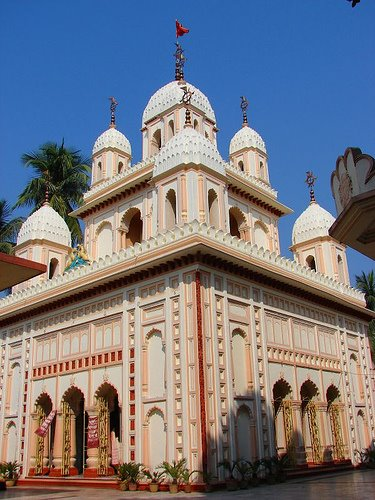
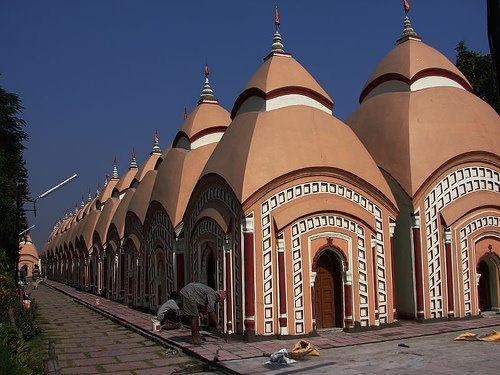
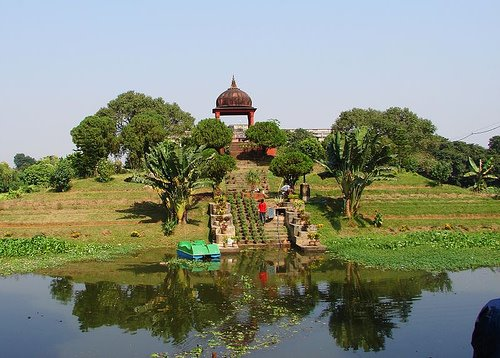
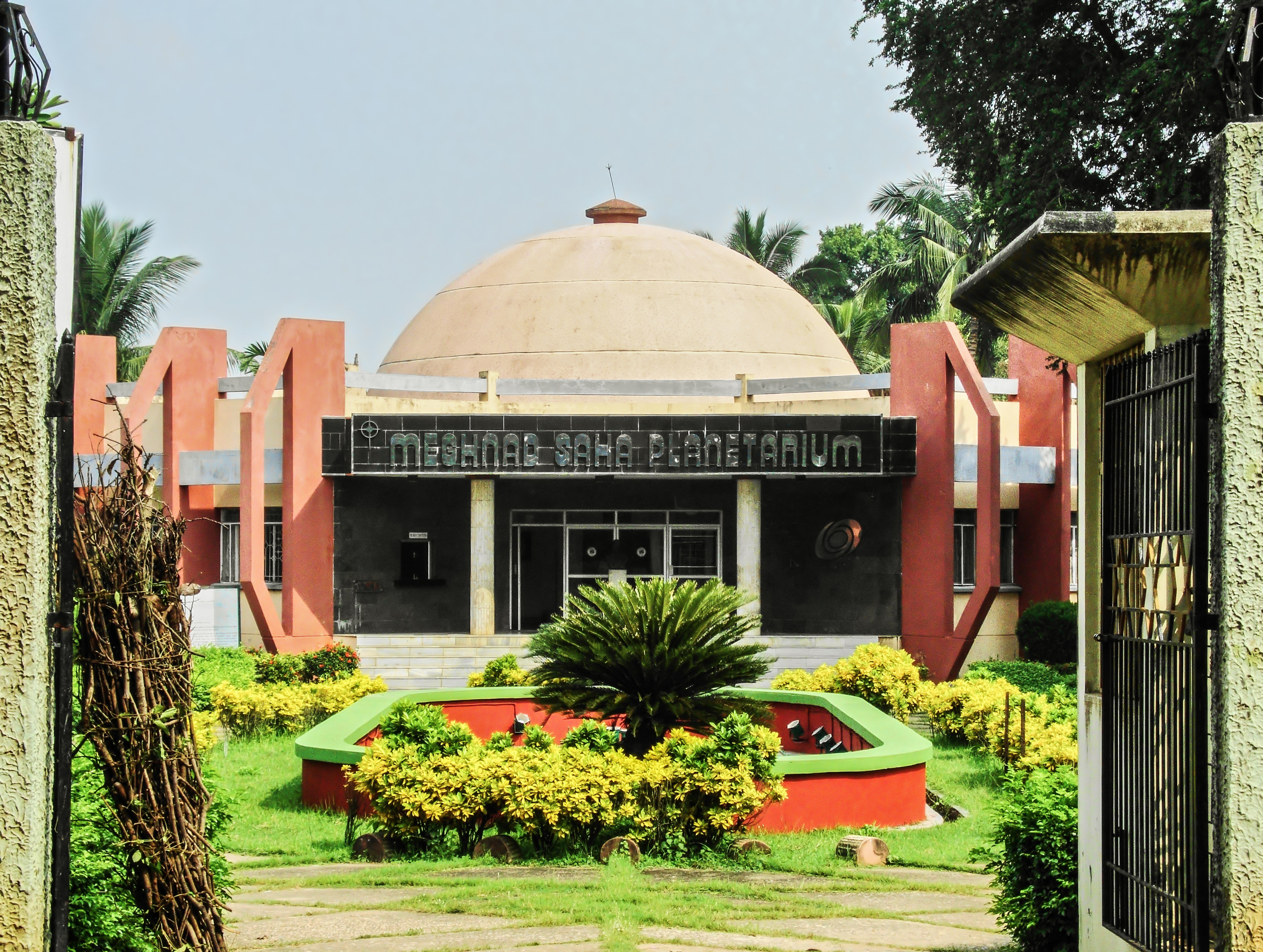
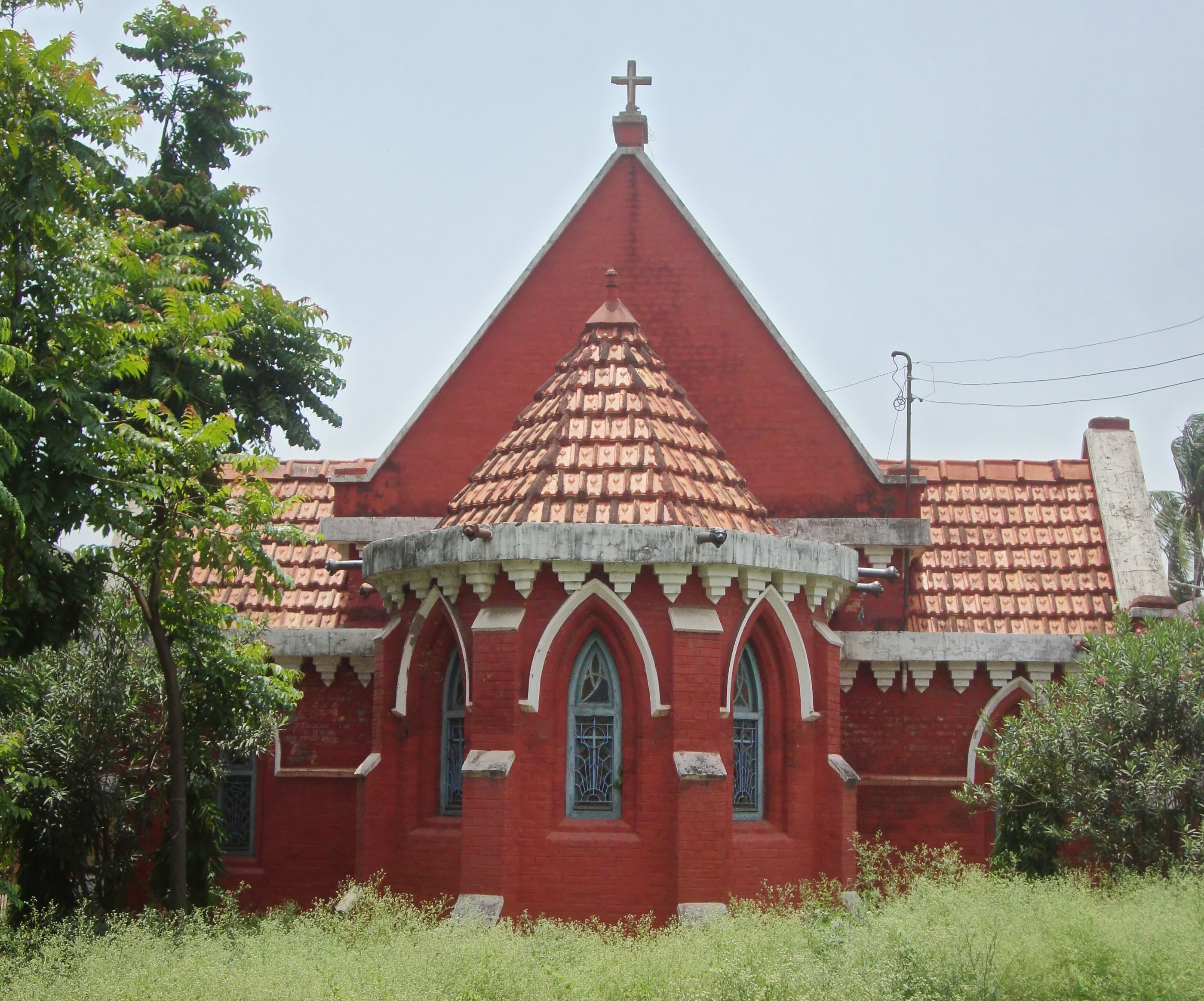
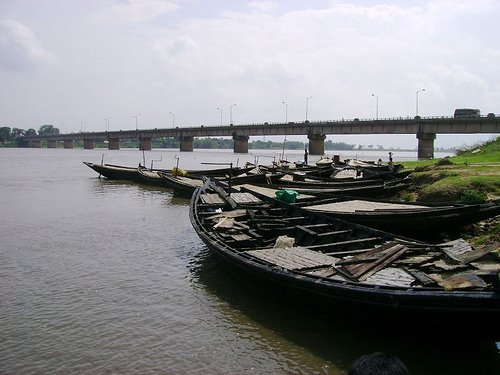
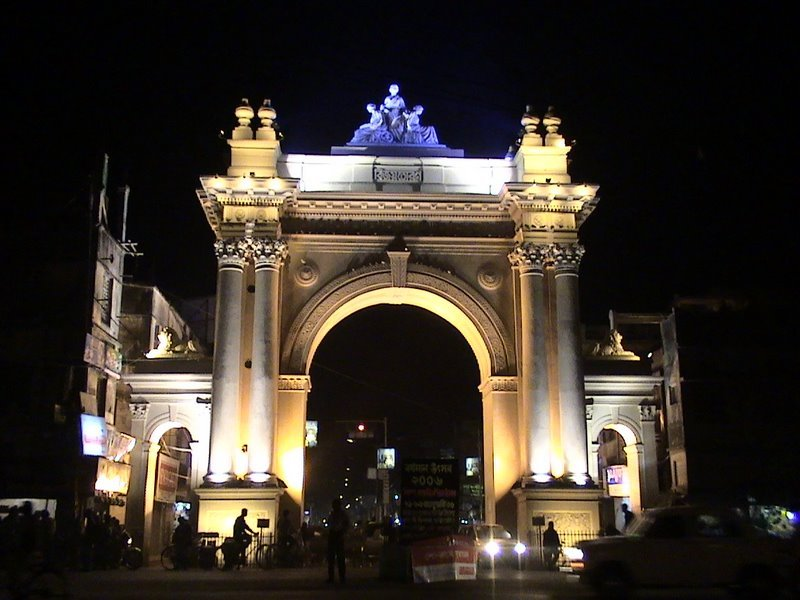
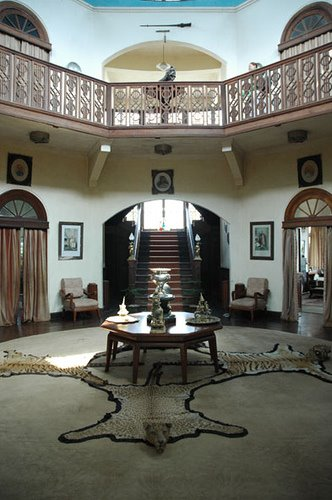